# A buddhizmus története Indiában

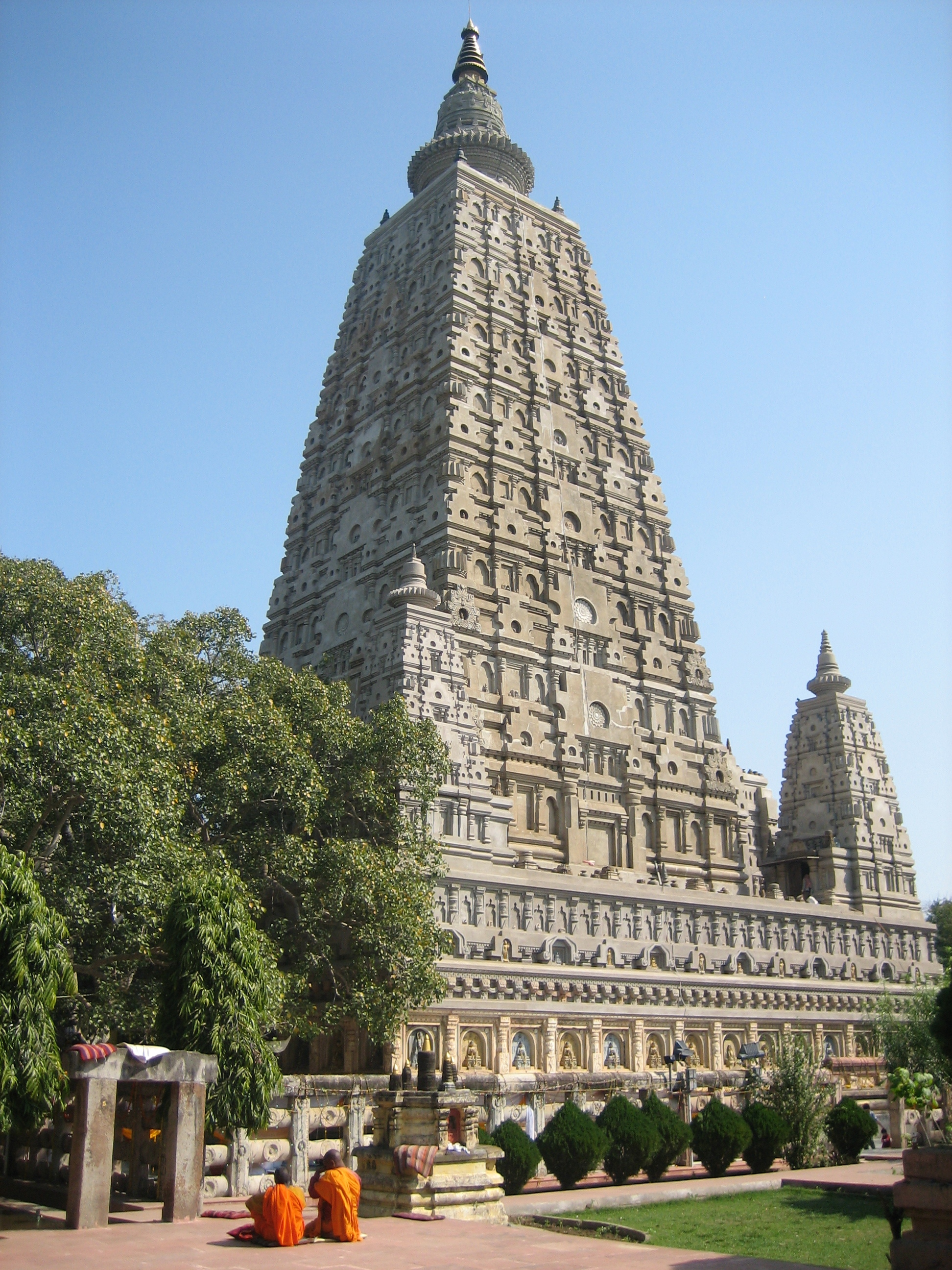
A Mahábódhi templom a történelmi Buddhával kapcsolatos négy szent hely egyike, UNESCO világörökségi helyszín.

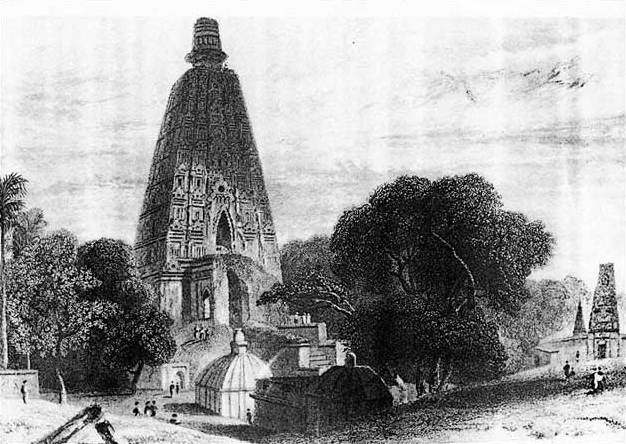
A Mahabódhi templom a felújítása előtt, az 1780-as években, Bodh-Gaja.

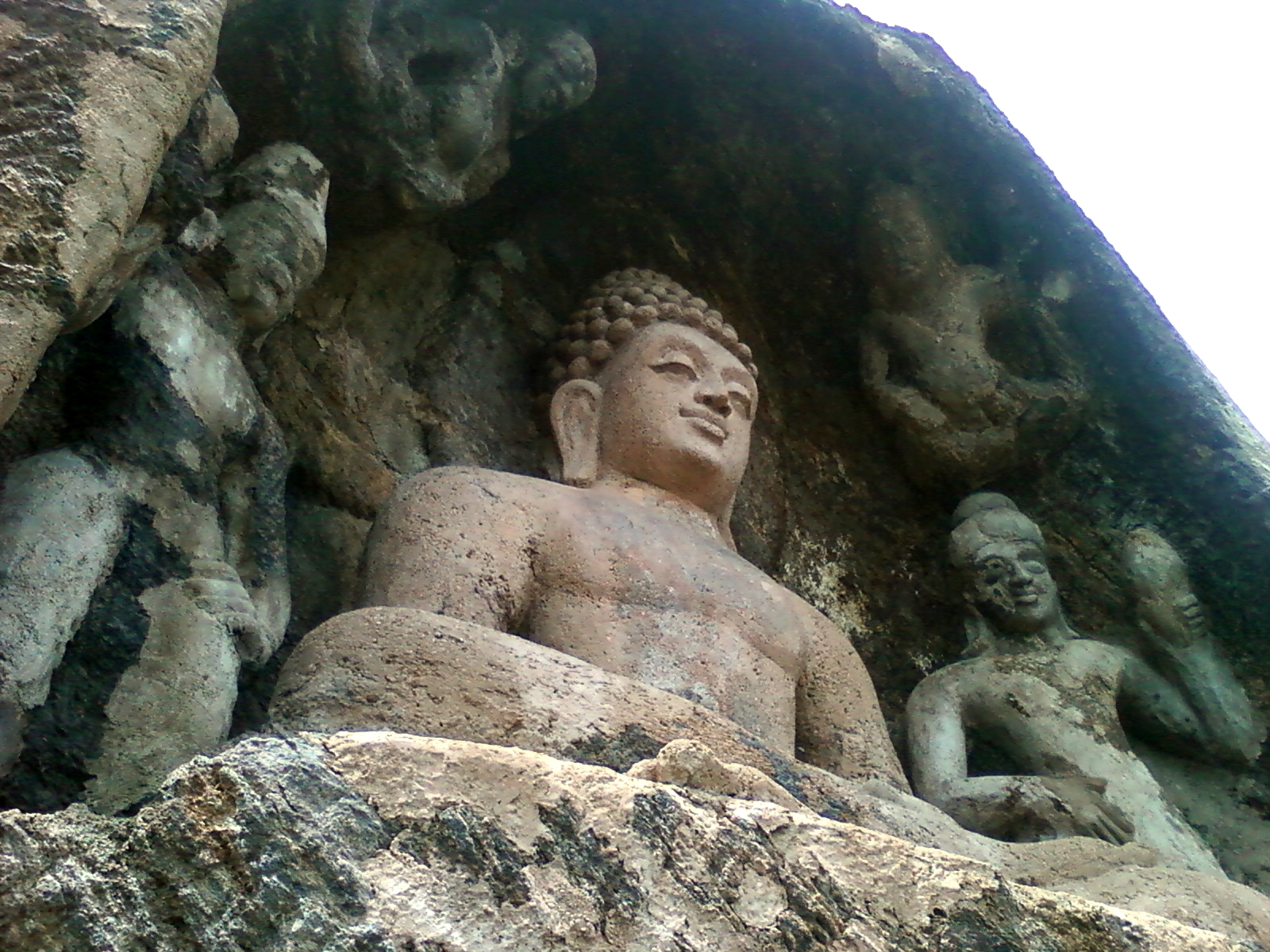
Buddha szobor Visákhapatnam város közelében.

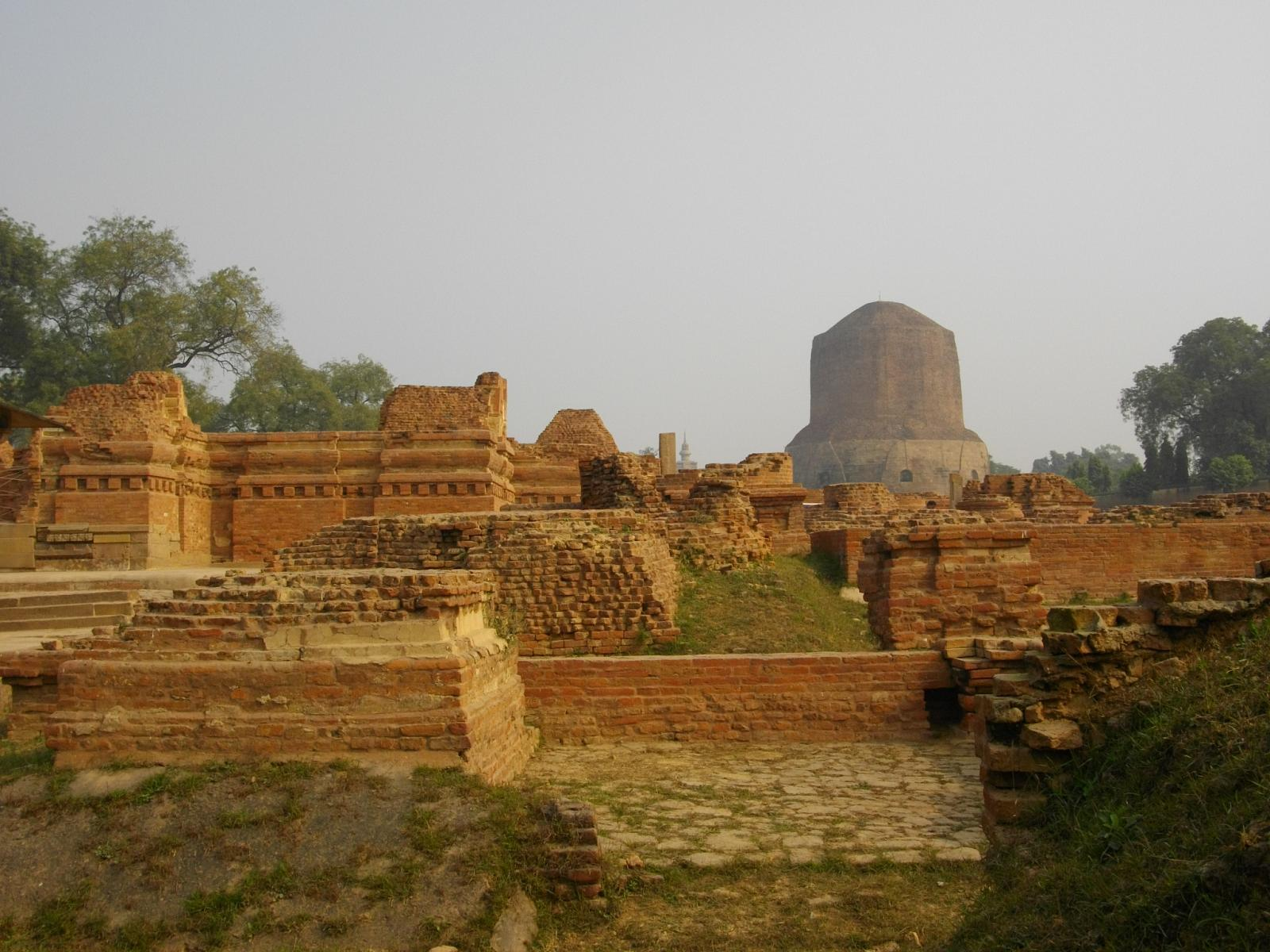
Ősi buddhista kolostorok a Dhámek-sztúpa környékén, Szárnáth-ban

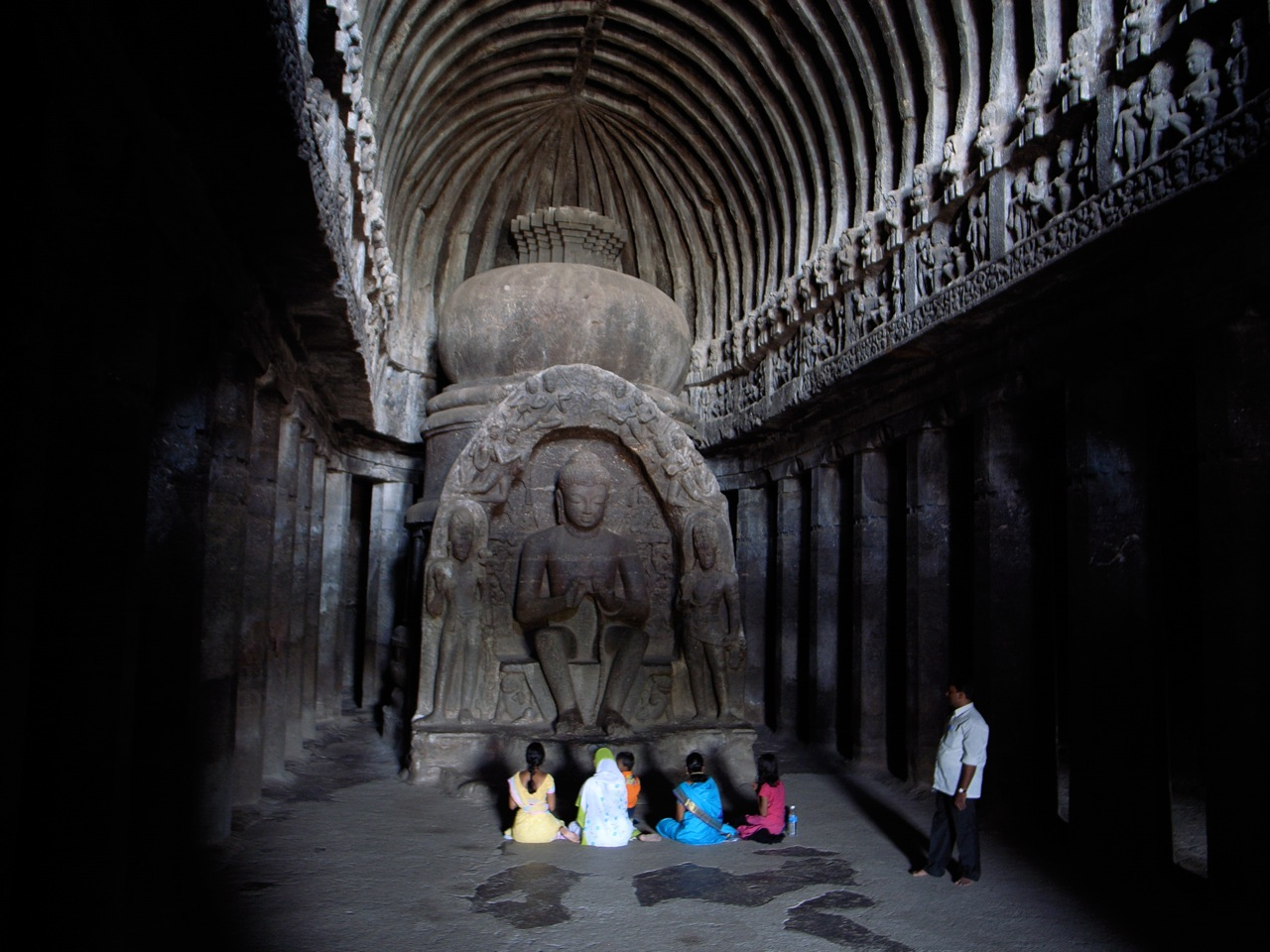
Púdzsá szertartást végző emberek Ellórai-barlangok egyik barlangjában.

A buddhizmus világvallás, amely az ősi Magadha nagyfejedelemség (ma Bihár, India) területén és korában fejlődött ki, Gautama Sziddhártha herceg megvilágosodása után A történelmi Buddha idejében is már elkezdett terjedni a dharma, Buddha tanításai.
A Maurja Birodalom buddhista császára, Asóka idején a buddhizmus két ágra szakadt: mahászánghika és szthaviraváda. Mindkettő elterjedt Indiában, miközben több apró szektára bomlottak szét. Ma a buddhizmusnak két fő ága van: a théraváda (Srí Lankán és Délkelet-Ázsiában) és a mahájána (a Himalájában és Kelet-Ázsiában.
A buddhizmus különálló és szervezett vallásként történő gyakorlása vesztett a jelentőségéből a Gupta Birodalom pusztulása után (7. század), sőt a 13. századtól kezdve még a buddhizmus származási helyén is hanyatlásnak indult - jóllehet mély nyomokat hagyva maga után. Ma a buddhizmus gyakorlása Indiában egyedül a Himalája-közeli területeken jelentős - például Ladak, Arunácsal Prades és Szikkim. Ez elmúlt évszázad óta fellendülőben van a buddhizmus Indiában, köszönhetően a nagy számú indiai értelmiséginek, akik a buddhista gyakorlatokat választják; a sok tibeti menekült bevándorlónak; valamint annak a több százezer dalit (kaszt) hindunak, akik tömegével váltottak át a buddhizmusra.

## Gautama Sziddhártha
Gautama Sziddhártha Lumbiniben született a Gangesz-síkság közepén, a mai Nepál területén, a védikus törzsfőnök Suddhódana fiaként.
Sok évi aszkézis és meditáció után Buddha felfedezte a szélsőségektől mentes középutat miközben a bódhifa alatt elérte a megvilágosodás szintjét.
Az észak-indiai Váránaszi közelében található Szarvas-park medencéje mellett osztotta meg felismeréseit azzal az öt aszkétával, akikkel évekig gyakorolt korábban - ezt nevezik úgy, hogy először forgatta meg a dharma kerekét. Ők hatan jelentették az első Szangha megalakulását. Innentől kezdve létezik a három drágaság a buddhizmusban: Buddha (tanító), dharma (tanítás) és szangha (tanítványok közössége).
Buddha hátralevő életében sokat utazott, főleg az Indo-Gangeszi-síkságon.
Buddha végül Kusínagar mellett távozott végleg (parinirvána).

## Buddhisták
Magyarul a buddhizmus követőit buddhistának nevezik, Indiában ők szaugatának nevezik magukat. Az ősi Indiában használták még a sákjai, Sakjabhikszu Sakjaputto, Arijászavako és Dzsinaputto kifejezéseket is.

## Buddhista mozgalmak

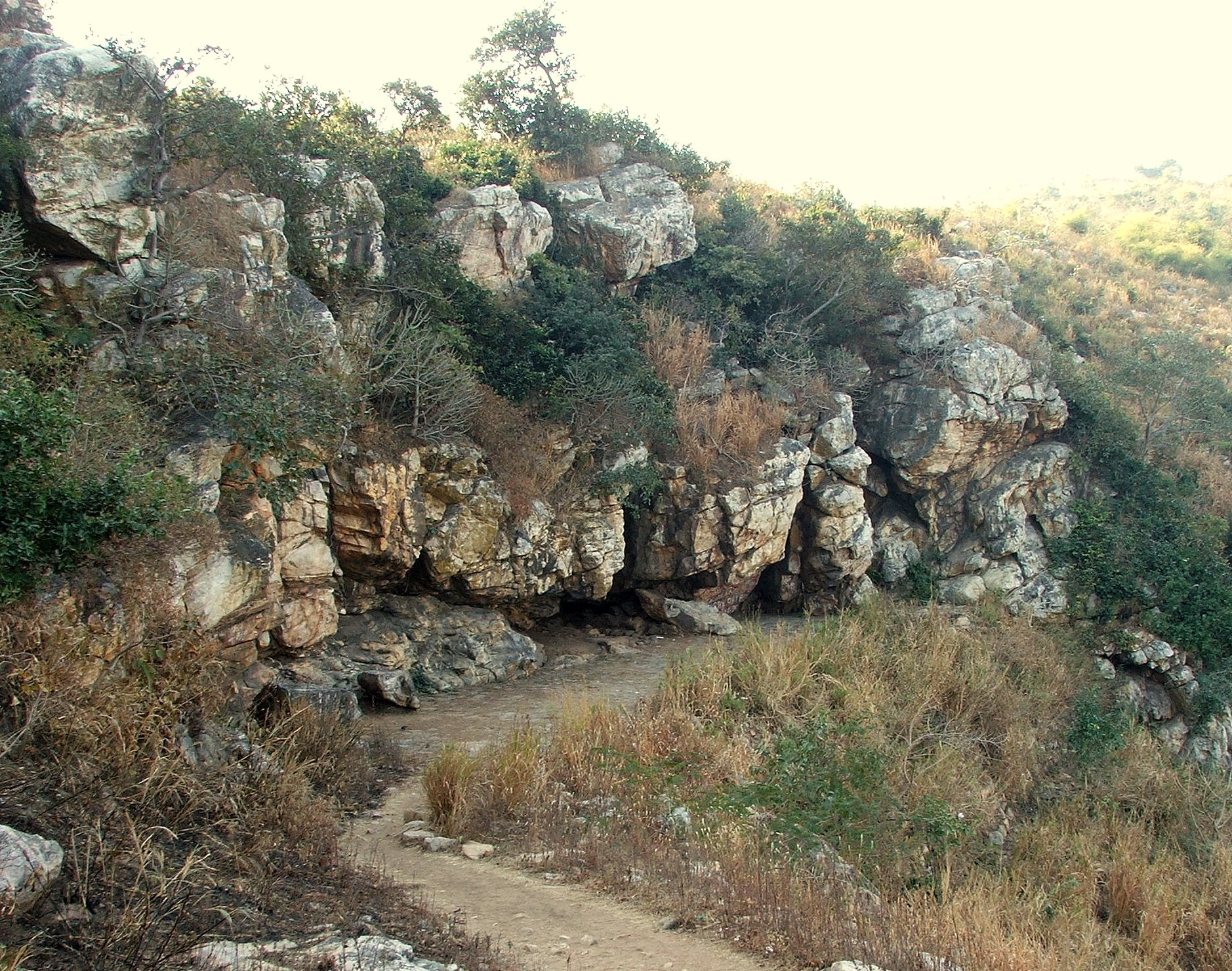
A Rádzsgír melletti Szattapanni-barlangokban tartották az első buddhista tanácskozást.

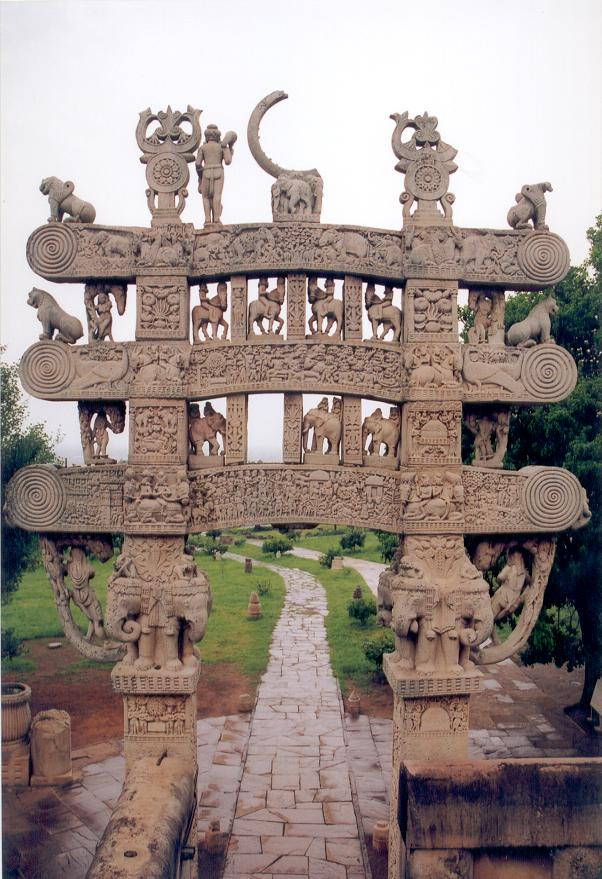
A nagy Száncsi-sztúpa északi bejárata.

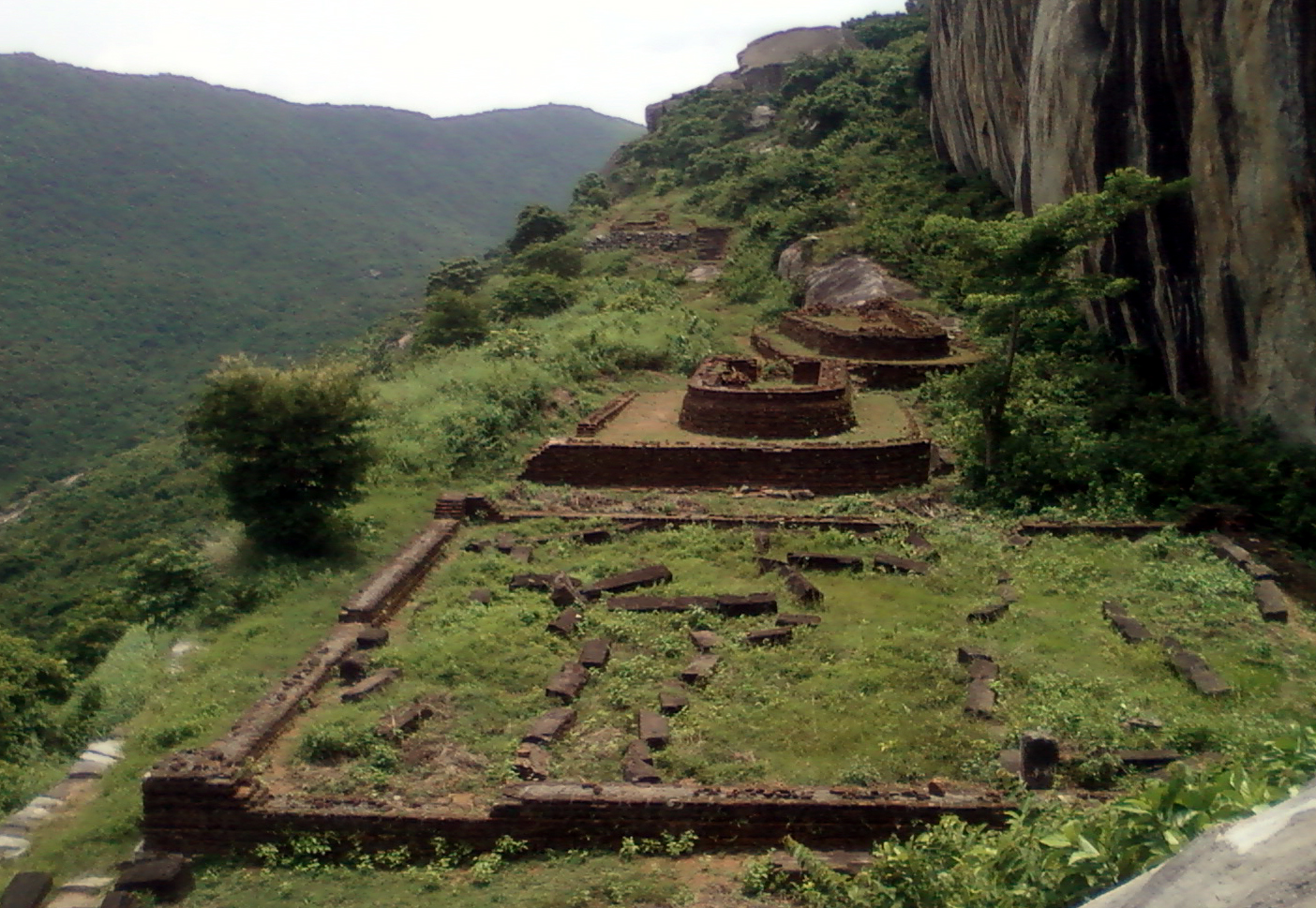
Gurubhaktulakonda buddhista kolostor romjai Ramatheertham faluban.

Buddha nem jelölt ki utódot, csak arra kérte követőit, hogy dolgozzanak a megszabadulásért. Tanításai csak orális formában léteztek. A szangha később több tanácskozást is tartott, hogy közösen megegyezzenek a buddhista tanok és gyakorlatok ügyében.
1. Mahákásjapa, Buddha egyik tanítványa összehívta az első buddhista zsinatot Rádzsgírban. Az volt a céljuk, hogy felidézzék, egyetértsenek és leírják Buddha valóságos tanításait és a buddhista közösség fegyelmi szabályait. Egyes tudós fiktívnek tekinti ezt a buddhista tanácskozást.[9]
2. A második buddhista zsinat állítólag Vaisáliban volt. Célja a továbbra is kérdőjelesen maradt gyakorlatok megvitatása volt. A tanács elítélte a pénz használatát, a pálmabor fogyasztását és egyéb szabálytalanságok elkövetését.
3. A harmadik buddhista zsinatot Pátaliputra ősi városban tartották a 3. században Asóka király kezdeményezésére. A tanácskozást végül egy Móggaliputta Tissza nevű buddhista szerzetes hívta össze. Fő szándékuk az volt, hogy megszabaduljanak azoktól a szerzetesektől, akik csak azért léptek be a szanghába, mert az királyi oltalom alatt állott. Sok tudós manapság úgy véli, hogy ezen a tanácskozások kizárólag a théraváda vonal vett részt, továbbá a sok szerzetes elbocsájtásának ehhez semmi köze nem volt.
4. A negyedik buddhista zsinat a kusán nemzetségű Kaniska császár védnöksége mellett történt a mai Kasmír régióban.[10] Az általános nézet szerint ez a tanácskozás a szarvásztiváda iskolához tartozott.

### A korai buddhizmus iskolái
A korai buddhista iskolák közé a Buddha halálát követő első néhány évszázadban végbemenő szakadások által létrejött mindenféle elő-szektariánus iskolákat szokták sorolni. A legelső szakadás a mahászánghika és a szthaviraváda iskolái között történt.
- Théraváda: főleg Srí Lanka, Mianmar, Thaiföld, Kambodzsa, Laosz és Banglades.
- Dharmaguptaka: elsősorban Kína, Korea, Vietnám és Tajvan.
- Múlaszarvásztiváda: Tibet.

A Dharmaguptaka iskolák több erőfeszítést tettek a többi iskolánál, hogy Indián kívül is terjesszék a buddhizmust. Ők olyan helyekre jutottak el és értek el sikereket, mint Irán, Közép-Ázsia vagy Kína. Ennél fogva azok az országok, amelyek Kínából vették át a buddhizmust, a dharmaguptaka vinaját és az ő szerzetesi (bhikkhu) és apácai (bhikkhuni) vonalukat követték.
A kínai buddhizmus korai időszakából sok fontos buddhista vinaja maradt fent - olyanok, mint mahísászaka-vinaja (T. 1421), mahászánghika-vinaja (T. 1425), dharmaguptaka-vinaja (T. 1428), szarvásztiváda-vinaja (T. 1435) és múlaszarvásztiváda-vinaja (T. 1442). Maradtak fenn ezen kívül ágamák (Szutta-pitaka), egy teljes szarvásztiváda Abhidharma-pitaka, valamint a korai buddhista iskolák jó néhány szövege.
Indiában a korai buddhista iskolák gyakran osztották fel a buddhista gyakorlatokat "szekerekre" vagy "kocsikra" (jána). Például a Vaibhásika szarvásztiváda hagyomány követői állítólag a három szekér gyakorlatát alkalmazták:
1. Srávakajána
2. Pratjékabuddhajána
3. Bodhiszattvajána

### Mahájána
A mahájána hagyomány a bódhiszattva ("megvilágosodott lény") koncepcióját népszerűsítette és a hozzájuk való imádkozást. A mahájána gyakorlatokban nagyra becsülték az olyan bodhiszattvákat, mint Mandzsusrí, Avalókitésvara és Maitréja. A mahájána hagyományokban a bodhiszattva ösvényt követik, gyakorolják a páramitákat ("tökéletességeket"), amelynek a beteljesülése a Pradzsnyápáramitá, azaz a bölcsesség tökéletessége. A mahájána buddhizmus Indiában alakult ki.
A mahájána buddhizmushoz a következő indiai iskolák tartoznak:
- Madhjamaka - (Középút)
- Jógácsára - (Csak tudat)

### Vadzsrajána
A vadzsrajána az indiai buddhizmus egy formája, amely a 4. század körül alakult ki és később terjed el Kínába (Tangmi), Japánba (Singon), Tibetbe, Srí Lankába, Indonéziába és más országokba. Széles körben elterjedt a tibeti buddhizmusban, valamint Nepálban, Butánban és Mongóliában.
Ez az iskola az észak-indiai erdő meditációs hagyományból alakult ki, amelyben a hangsúly a gyakorláson volt, hogy még ebben az életben elérjék a megvilágosodást. Ezt a hagyományt Gyémánt szekérnek és tantrikus vagy ezoterikus buddhizmusnak is nevezik. Az ún. "előidéző szertartások" alkalmával például belépnek a mandalába, amely a spirituális világegyetem szimbolikus térképe. Ezen kívül használnak mudrákat és mantrákat.

## A buddhizmus megerősödése Indiában

### Kezdeti terjeszkedés
Az i. e. 5-6. században a kereskedelem és a készpénz egyre fontosabbá vált. A kereskedőknek jobban tetszett a buddhista erkölcs, mint a hagyományos brahmin papok ezoterikus szertartásai, amelyek úgy tűnt, hogy az újonnan kialakuló társadalmi osztályokkal nem igazán törődött.

### Asóka és a Maurja Birodalom

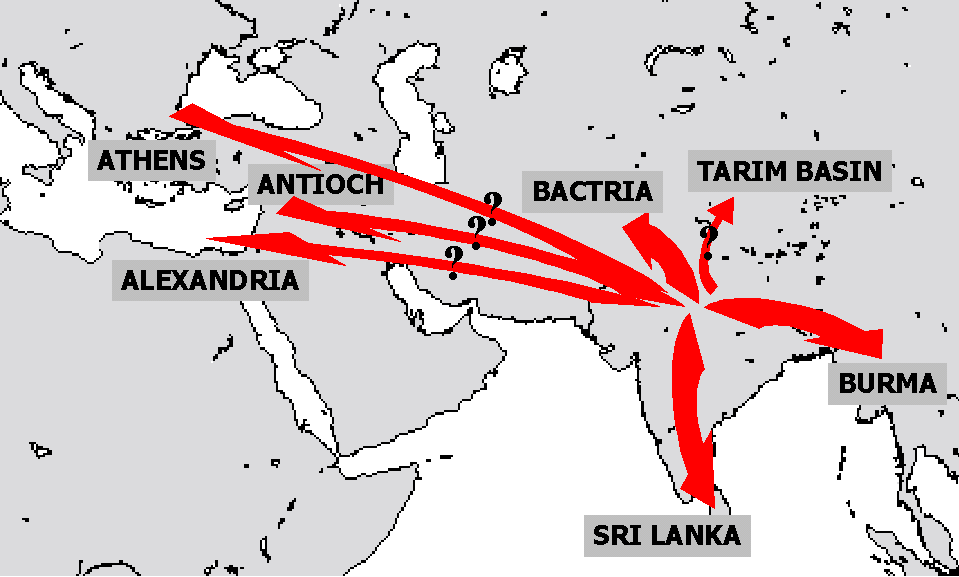
A buddhizmus terjeszkedése Asóka idején (i. e. 260-218), a kőbevésett rendeletei alapján.

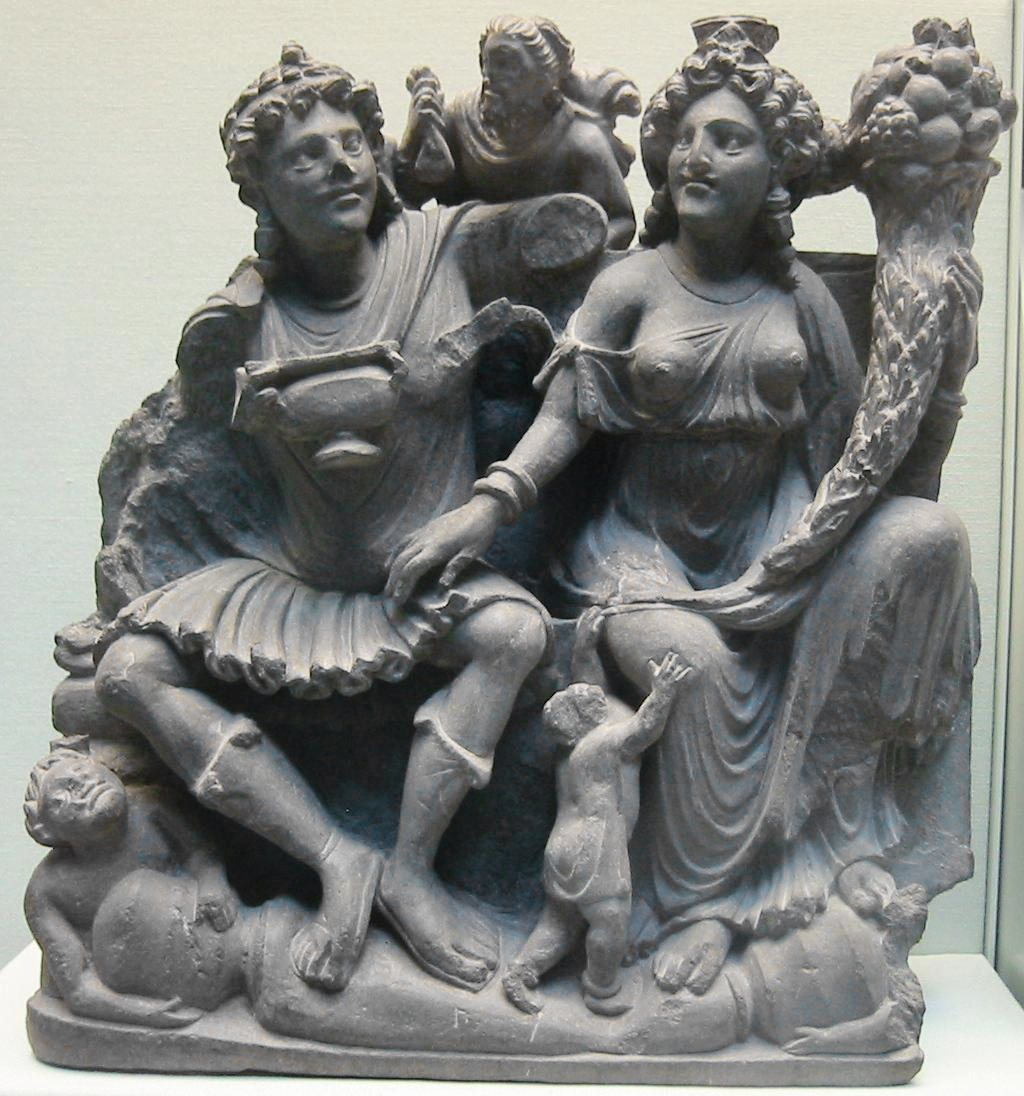
Pancsika (balra) és Hárítí (jobbra) buddhista istenek, 3. század, Takht-i Bahi, Gandhára, British Museum.

A Maurja Birodalom Asóka király idejében élte fénykorát, aki felesége hatására a kalingai háború után felvette a buddhizmust. Ez később hosszú stabilitást hozott a buddhista uralkodó birodalmában. Követeket küldött idegen országokba, hogy hirdessék a buddhista tanokat. Egy görög követ, Megasztenész leírta a maurja főváros gazdagságát. A birodalom méreteit jelzik a Száncsi, Szárnáth és Mathura közelében található sztúpák, oszlopok és kőmaradványok.
Asóka király volt a Maurja Birodalom uralkodója i. e. 273 és i. e. 232 között.
Egy sor hadműveletet követően Asóka India legnagyobb része fölött uralkodhatott. Birodalma elért Dél-Ázsiától Afganisztánon és Perzsia egy részén át Bengálig, Asszámig és Maiszúrig.
A legenda szerint Asóka egy megnyert háború után vált buddhistává a felesége közbenjárásával - tanítói Rádásvámí és Mandzsúsrí voltak. Olyan építményeket emeltetett, amelyek a történelmi Buddha életéből mesélnek történeteket.

### Görög-Baktriai királyság és az indo-párthusok
Menandrosz volt a leghíresebb baktriai király, akinek a székhelye Takszilában, majd Szagalában volt. A buddhista irodalom egy hatalmas buddhista filozófussal való párbeszéde miatt jegyezte fel (Milinda-panyha).
I. e. 90-re a párthusok elfoglalták kelet Iránt i. e. 50-re végleg elűzték a görögöket Afganisztán területéről. A 7. századra az egyik indo-párthus dinasztiának sikerült elfoglalni Gandhárát, ahol folytatták a görög művészeti hagyományokat. Ez az időszak jelzi a gandhárai Grékó-buddhista művészet kezdetét (i. e. 50 - i. sz. 75).

### Kusána Birodalom
A Kusán Birodalmat Kaniska király idején úgy ismerték, hogy a Gandhárai királyság. Innen terjedt el a buddhista művészet Ázsia többi részére. A király nagyban támogatta a buddhizmust. Ez előtt Buddhát nem ábrázolták emberi formában. Gandhárában a mahájána buddhizmusban viszont virágzott Buddha emberi formában történő megjelenítése.

## Dharma mesterek

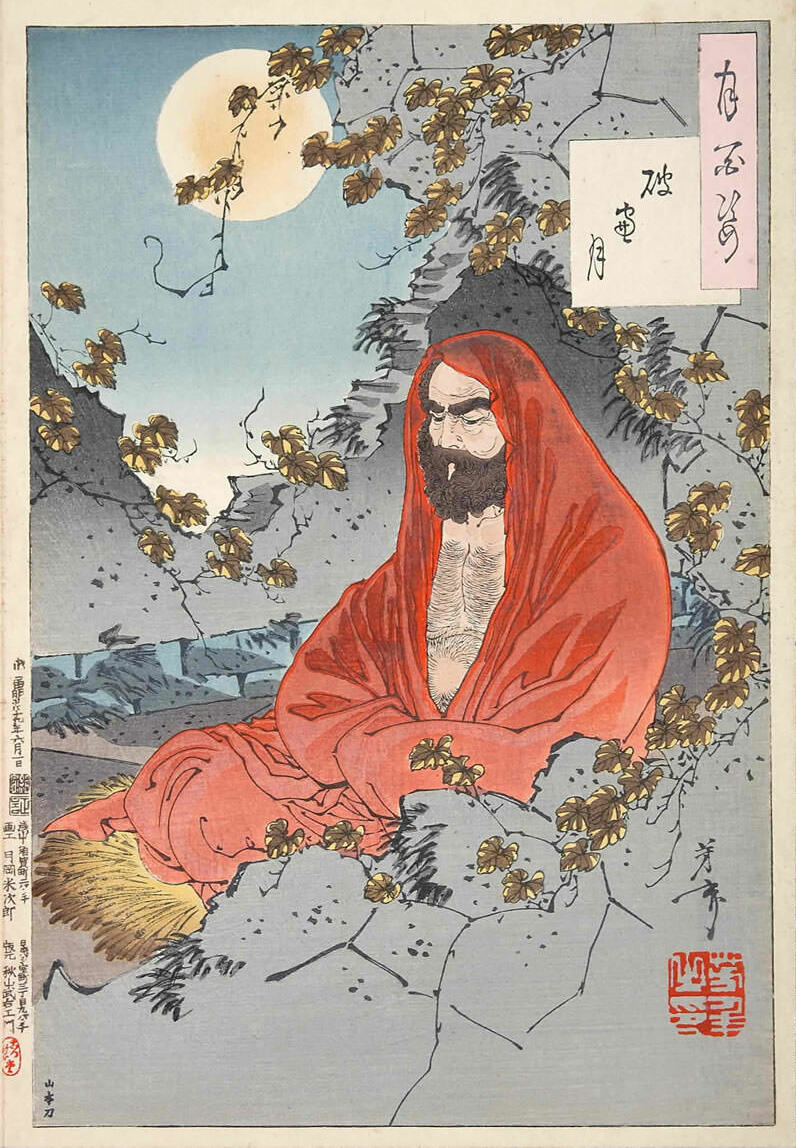
Bódhidharma, fatábla lenyomat, 1887

A kusán birodalom bukása után a 4-6. század között a Gupta dinasztia idején, Indiában virágzott a buddhizmus. Mahájána oktatási központokat hoztak létre, főleg az észak-indiai Nálandában, ahol az egyik intézmény évszázadokon keresztül a legjelentősebb buddhista egyetemnek számított olyan neves tanítókkal, mint Nágárdzsuna. A Gupta stílus buddhista művészetre gyakorolt hatása a hittel együtt tovább terjedt Délkelet-Ázsiából Kínába.

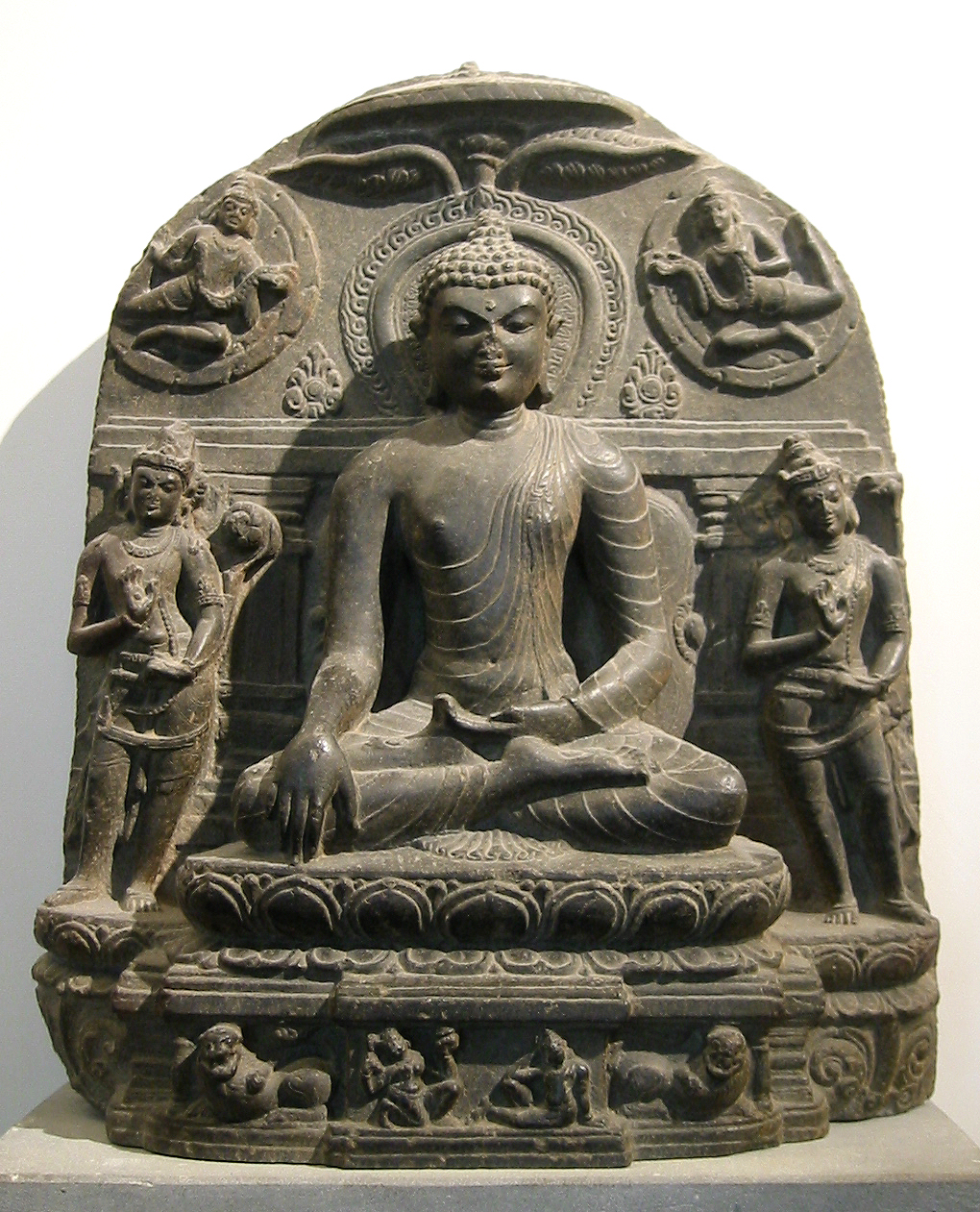
Buddha és bodhiszattvák, 11. század, Pála Birodalom.

Az indiai buddhizmus legyengült a 6. században, a fehér Hunok fosztogatásai és Mihirkulasz kivégzése után.
Hszüan-cang az utazásai során feljegyezte, hogy a 7. században a buddhizmus népszerű volt Andhra, Vidzsajouada és Dravida területeken, amely hozzávetőlegesen a mai Ándhra Prades és Tamilnádu államoknak felel meg. Hszüan-cang hódolatát fejezte ki Harsha, indiai uralkodó előtt, miközben a buddhisták Gouda királyság területén történő üldöztetéséről és számtalan elhagyatott sztúpáról számolt be a mai Nepál területe környékén. A Harṣzavardana királyság pusztulása után számos kis királyság létrejötte közepette tört ki a Rádzsputok felkelése, amely a buddhista klánok uralmának végét jelentette. Később újabb támogató királyok jelentek meg a bengáli területeken, ahol virágzásnak indult a Mahájána buddhizmus és tovább is terjedt Tibet, Bután és Szikkim felé. A Pála Birodalomban rengeteg templomot építettek valamint egy speciális buddhista művészeti iskola is kiformálódott.
1193-ban mérföldkövet jelentett az indiai buddhizmus hanyatlásában, hogy török-iszlám fosztogatók porig égették Nálandát. A 12. század végére a buddhizmus visszahúzódott a Himalája lába felé északra vagy délen Srí Lankára. Ennek oka az volt, hogy a legfőbb bihari buddhista központokban az iszlám vallás nyomult be és ezzel egyidejűleg megszűnt a politikai támogatottság is valamint erős kaszt nyomás volt tapasztalható. Továbbá, nem kedvezett a buddhizmus számára az újraéledő Hinduizmus.

## A buddhizmus hanyatlása Indiában
A buddhizmus hanyatlásának több oka volt. A király vallásától egészen függetlenül az egyes államok egyenlően bántak minden jelentős szekta képviselőivel. Vallási emlékműveket és kolostorokat építettek, amelyek legtöbbször tehetős családok adományaiból válhattak valóra. Voltak időszakok, amikor állami, illetve királyi kincstári pénzekből is jutott az építkezésekre. A buddhizmus esetében főleg jelentősnek bizonyultak ezek a támogatások.
A kasztrendszer folyamatos kiterjesztése megváltoztatta a politikai és gazdasági erők helyzetét. Központosítással ellentétes folyamat zajlódott le mindenfelé. Egyre inkább a kasztrendszer került előtérbe a világi életben, a társadalmi és gazdasági kapcsolatok színterén.
A brahminok egy újfajta kapcsolatot építettek ki az állammal, amely kötelezte a hivatalnokokat, hogy érvényesítsék a kasztokkal kapcsolatos szabályozásokat. A rendszer hízott, az államok fokozatosan elveszítették a bevételek feletti irányításukat. A legjelentősebb tényező a gupták bukása volt. Az indiai társadalom máshogyan fejlődött, mint a kínai vagy római, amelyekben a kormányhivatalnokok domináltak. Indiában a brahminok örökölték hatalmi pozícióikat tiszavirág életű államok sorozatán keresztül.
A közélet egyre több színterét szabályozták a brahminok, akik az általuk vezetett szertartásokért pénzt szedtek. A brahminok által felügyelt kasztrendszer szabályait azért hozták létre, hogy ellenőrzés alatt tarthassák a helyi gazdasági termeléseket és a termékelosztások nagy részét. Ez átalakította a tulajdonrendszert. Ilyen módon váltotta fel a buddhizmust a hinduizmus. A buddhizmust a rivális hindu templomok - amely a bhakti mozgalom újítása volt - valamint a hindu szerzetesek megjelenése is gyengítették. Így lecsökkent a buddhizmus anyagi támogatása és népszerűsége egyszerre.
Az utolsó uralkodó, aki támogatta a buddhizmust, a 12. században a pála dinasztia alatt volt, ám az iszlám vallást terjesztő muszlim betolakodók lerombolták a kolostorokat és egyéb építményeket.

### A fehér hunok megszállása
A térségben utazó kínai utazók az 5-8. században a buddhista szangha hanyatlásáról számoltak be, főleg a fehér hunok megszállásának hatására.

### Török muzulmán hódítók
Az indiai szubkontinens muzulmán meghódítása Dél-Ázsia legelső képrombolásos megszállása volt. Az templomrombolások nem érintették különösebben a hinduizmust, azonban a buddhista sztúpák lerombolása miatt észak-Indiából szinte teljesen eltűntek ezek az építmények.

## A buddhizmus újjászületése Indiában
Indiában a buddhizmus 1891-ben született újjá, amikor a srí lankai buddhista vezető, Anagarika Dharmapála megalapította a Maha Bodhi Társaságot. Tevékenységük egyik része az volt, hogy támogatták a buddhizmus terjedését Indiában. 1892-gen találkozót rendeztek Dardzsilingben. Dharmapala beszélt tibeti buddhistákkal és egy Buddha relikviát is küldött a Dalai Lámának.
Dharmapála több vihárát és templomot építtetett Indiában, köztük a szárnáthi templomot is, amely Buddha első tanításának színhelyén készült. 1933-ban halt meg, abban az évben, amikor hivatalosan is felvételt nyert egy buddhista szerzetesrendbe (bhikkhu).
1892-ben Kripaszaran Mahaszthavir Kalkuttában megalapította a Bengáli Buddhista Szövetséget (Bauddha Dharmankur Szabha). Kripaszaran (1865–1926) fontos szerepet játszott a bengáli buddhista közösség egyesítésében.

### Tibeti buddhizmus
A 14. Dalai Láma 1959-ben elhagyni kényszerült szülőföldjét Tibetet. Az indiai miniszterelnök Dzsaváharlál Nehru engedélyt adott neki és követőinek, hogy az észak-indiai Dharamszalában megalapítsák a száműzetésben lévő "Központi Tibeti Adminisztrációt". Ez több ezer ember letelepedését tette lehetővé. A menekültek többsége a város északi részén telepedett le (McLeod Gandzs), ahol létrehoztak kolostorokat, templomokat és iskolákat. A várost olykor, a tibeti főváros után, "kis Lhásza" néven is említik. A hely ma már a világ egyik buddhista központja.

### Vipasszaná mozgalom
Egyre népszerűbb Indiában a buddhista vipasszaná meditáció. Több kormányzati és magánkézben lévő intézmény kínál kurzusokat az alkalmazottai számára. Ez főleg a felső- és középosztályt jelenti. A mozgalom eljutott Európába, Amerikába és más ázsiai országba is.